# بوقلمون سفید سینه‌پهن

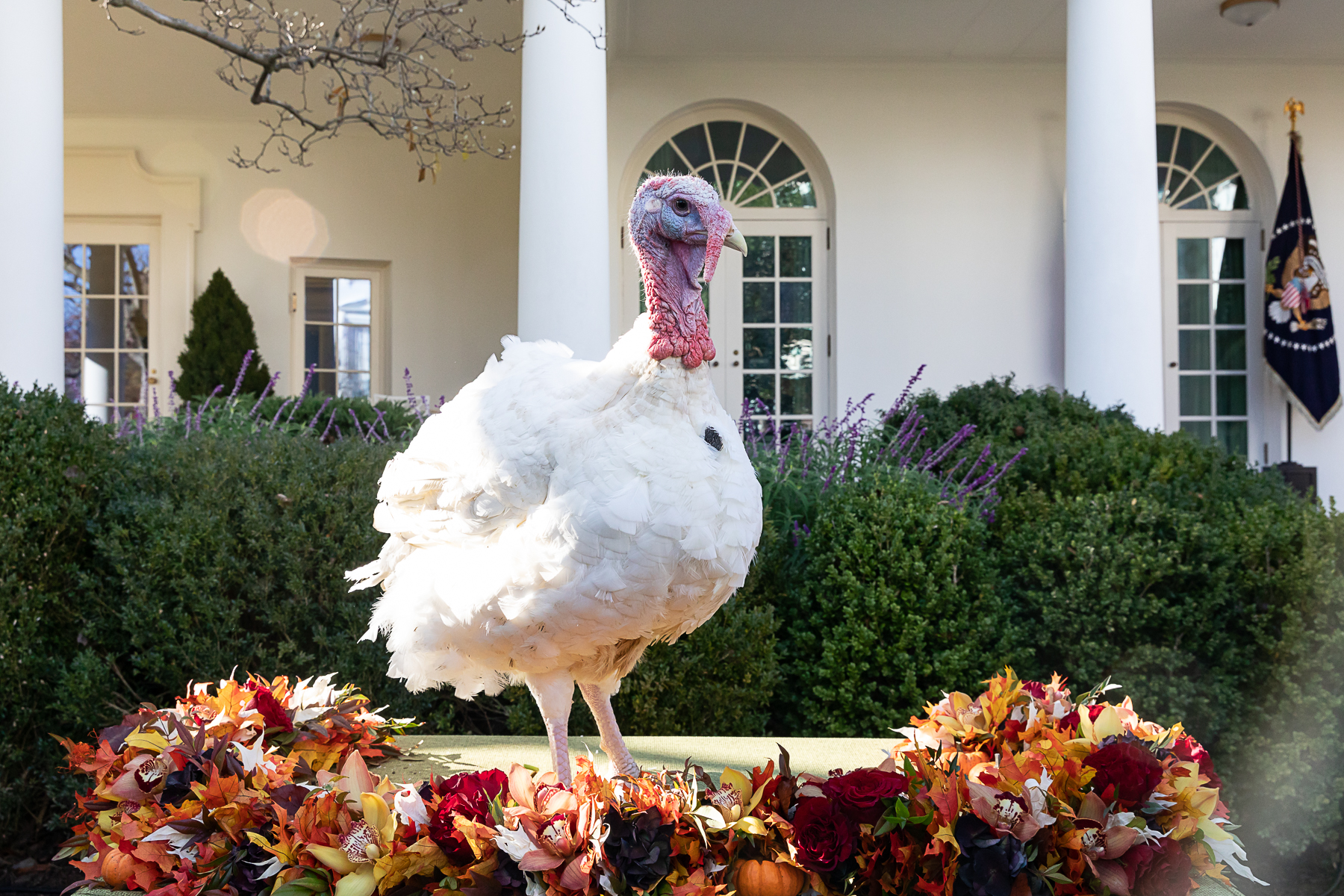
«پیس» یک تام سفید سینه‌پهن ۳۹ پوندی

سینه‌پهن سفید از نظر تجاری پرمصرف‌ترین نژاد بوقلمون اهلی است. این پرندگان دارای استخوان‌های سینه کوتاه‌تر و سینه‌های بزرگ‌تر هستند که گاهی باعث می‌شود بدون کمک انسان (معمولاً از طریق لقاح مصنوعی) زادآوری کنند. آنها گوشت سینه بیشتری تولید می‌کنند و پرهای سوزنی آنها به دلیل رنگ سفیدشان هنگام پوشاندن لاشه کمتر دیده می‌شود. این ویژگی‌ها باعث محبوبیت این نژاد در تولید تجاری بوقلمون شده است، اما علاقه‌مندان به غذای آهسته استدلال می‌کنند که توسعه این نژاد و روش‌های تولید تجاری بوقلمون هزینه کمتری را به همراه داشته است.
این پرندگان در انبارهای بزرگ و کاملاً خودکار رشد می‌کنند که ممکن است ۱۰۰۰۰ پرنده را در خود جای دهد. روند رشد این پرندگان به قدری اصلاح شده است که وزن پرندگان اغلب به بیش از ۴۰ پوند می‌رسد. میانگین وزن پرندگان ۳۸–۴۰ پوند است. به دلیل جثه، تمایل به پرخوری و کم‌تحرکی، آنها پرواز نمی‌کنند و مستعد مشکلات سلامتی مرتبط با چاقی، مانند بیماری قلبی، نارسایی تنفسی و آسیب مفاصل هستند. حتی اگر چنین بوقلمون‌هایی از کشتار در امان بمانند (مانند کسانی که در نمایش ملی سالانه بوقلمون شرکت می‌کنند)، معمولاً در نتیجه عمر کوتاهی دارند. سفیدهای سینه‌پهن نیز درصد زیادی از تخم‌هایشان جوجه‌کشی می‌شوند که باعث می‌شود تخم‌های بوقلمون به عنوان یک ماده غذایی، غذای نادری باشد.